# 克紐塔山
17°37′19″S 69°45′13″W / 17.62194°S 69.75361°W
克紐塔山（Queñuta）是秘魯的一座山峰，位於該國南部塔克納大區，由塔克納省的帕爾卡區負責管轄，屬於安地斯山脈的一部分，海拔高度5,200米。